# 상주 퇴강성당
상주 퇴강성당(尙州 退江聖堂)은 대한민국 경상북도 상주시 사벌국면에 있는 성당 건축물이다. 2007년 5월 7일 경상북도의 문화재자료 제520호로 지정되었다.

## 연혁
- 2018년 7월 25일 사벌 야고보 성당 완공.

## 참고 자료
- 상주 퇴강성당 - 국가유산청 국가유산포털